# Ján Hucko
Ján Hucko (11. května 1932 Dolný Kubín - 20. listopadu 2020) byl slovenský fotbalový trenér. Jeho synem je fotbalista a trenér Ivan Hucko.

## Trenérská kariéra
Mistr Československa 1969 se Spartakem Trnava a 1974 se Slovanem Bratislava. Trénoval i egyptský Zamalek SC.
- 1966/67 - Slovan Bratislava
- 1967/68 - Slovan Bratislava
- 1968/69 - Spartak Trnava
- 1969/70 - Spartak Trnava
- 1971/72 - Slovan Bratislava
- 1972/73 - Slovan Bratislava
- 1975/76 - Jednota Trenčín
- 1983/84 - Slovan Bratislava
- 1984/85 - Slovan Bratislava